# 隆达 (佛罗伦萨广域市)
隆达（義大利語：Londa）是意大利托斯卡纳大区佛羅倫斯廣域市的市镇。面积为59.4平方公里，2007年人口数量为1,840人。